# 生命の科学ミクロパトロール
『生命の科学ミクロパトロール』（せいめいのかがくミクロパトロール、仏文：Il était une fois... la vie）は、フランスのProcidisと日本のエイケンの共同制作によるテレビアニメである。

## 概要
1986年制作、1話25分で、全26話のアニメである。Procidisが1978年に制作した『Il était une fois... l'Homme』と1982年の『Il était une fois... l'Espace、邦題：銀河パトロールPJ』に続く「Il était une fois...」シリーズの第三弾。前作と同じく、エイケンが制作している。日本では、テレビで放映されずにビデオで発売された。

## 登場人物
- マエストロ

声 - 石森達幸
- グロバス

声 - 岡和男
- ピエール

声 - 沢木郁也
- ピーター

声 - 笹沼晃
- プシ

声 - 藤野かほる
- ジャンボ

声 - 北島淳司
- ヘモ

声 - 志賀克也
- グロビン

声 - 笹本優子
- テニュー

声 - 宮田浩徳
- ナレーター

声 - 山田美穂

## スタッフ
- 原作：アルベール・バリレー（プロシーデス、「銀河パトロールPJ」のクレジットでは「アルバート・バレリィ」）
- ゼネラルプロデューサー：村田英憲
- 監督・チーフアニメーター：小室常夫
- 脚本構成：千田啓子（クルーズ）
- 音楽：ミッシェル・ルグラン
- 音響監督：藤野貞義
- 医学監修：赤坂見附前田病院
- 演技協力：アーツビジョン
- 日本語版監修：北澤幸子（エノキフイルム）
- 調整：成田一明
- 録音：整音スタジオ
- 編集：ギンザビデオテック
- 制作協力：パスツール研究所、メビウス、ニッポン・シネテレビ・コーポレーション
- 制作：エイケン、エノキフイルム

## 主題歌
日本語主題歌は制作されずに、英語版が使われている。